# 東大阪市
東大阪市（ひがしおおさかし）は、大阪府の中河内地域に位置する市。大阪市の東に位置し、市域の東側は生駒山地で奈良県と府県境を接する。
中核市に指定されている。人口は約48万人であり、大阪市および堺市の両政令指定都市に次いで大阪府第3位の人口を擁する。大阪市の衛星都市・ベッドタウンであるとともに、大阪都市圏における中心都市の一角でもある。
ラグビーの聖地である東大阪市花園ラグビー場を擁する「ラグビーのまち」として、また技術力の高い製造業の中小企業が多数立地するものづくりのまちとして全国に知られる。

## 地理
大阪平野の東部に位置する。市域の大半は平坦な低地で河川の多くは天井川であり、この地形的要因から1972年（昭和47年）の大東大水害では大きな被害を受けた。市内を流れる主な河川には長瀬川、恩智川、玉串川、第二寝屋川などがある。
市東部は生駒山系の山々が連なっており、豊富な自然が残されている。

## 歴史
市域は、令制国の河内国中部にあたる。古代にはこの一帯は河内湾と呼ばれる大阪湾の奥にある小さな湾であったが、次第に海から分離して湖となった。その湖が大和川を経て上流から運ばれてくる土砂が堆積したことによって徐々に陸地化したが、こうした経緯から湿地や、底に足がつきにくい水田（深田）が多く、また洪水に見舞われやすい土地であったが、早くから開けていた。
古代には豪族物部氏が本拠地を置き、物部守屋最期の地は、現在は市南西部にある衣摺（きずり）である。飛鳥時代には中国大陸への玄関口であった難波津との街道筋にあたり、沿道には多くの集落ができた。奈良時代になると、平城京と難波津を結ぶ街道が整備され、その街道筋にも多くの集落ができた。
平安時代になり、熊野詣や高野山参詣へ上皇や平安貴族が訪れるようになると、その街道として生駒山麓を辿る高野街道が利用された。この沿線にあたる市の東部には多くの集落が点在しており、今なお旧村として市内に静かな佇まいを残している。平安時代には、枚岡神社の勢力が大きく、それを背景とする水走氏が有力な領主として市東部を中心に活動した。
室町時代初期、河内守護に任ぜられた畠山氏が若江城を築き、河内を統治する拠点とした。以後、畠山氏の守護代である遊佐氏がこの城を治めるが、応仁の乱やその後も続いた家督争いによって衰え、城主は細川氏や遊佐河内守長教、三好氏など転々とする。最終的に城は織田信長の家臣となった三好義継の旧臣の若江三人衆が治め、石山本願寺攻めが始まると織田方の拠点とされ、織田信長もこの城で指揮を執るなどしたが、両者が和睦した後に廃城とされた。またこの付近は大坂夏の陣における若江の戦いの舞台としても知られ豊臣秀頼方の将木村重成の終焉の地でもあることで知られる。
江戸時代中期以降、中甚兵衛らの嘆願によって大和川の付け替え工事が行われると、新田開発が大坂の商人らによって積極的に推進された。また商品作物の栽培も盛んで、木綿の産地として名の知られた存在だった。
東大阪市の中央部は長い間、北にある深野池や西にある新開池、そこに注いでいる付け替え前の大和川のため長らく湿地帯で、東大阪市の市域で早くに開けたのは、確かにこれら大和川の流域と高野街道沿いの地域ではあるが、開発は遅れがちであった。室町時代以降、河内国の行政の中心であった若江城でさえ、四方を沼地に囲まれた難攻不落の平城として記録されている。
1934年（昭和9年）9月21日、室戸台風の暴風雨。強風により楠根小学校、弥刀村小学校の木造校舎が倒壊。児童らが下敷きとなり多くの死傷者を出した。

### 市成立後の沿革

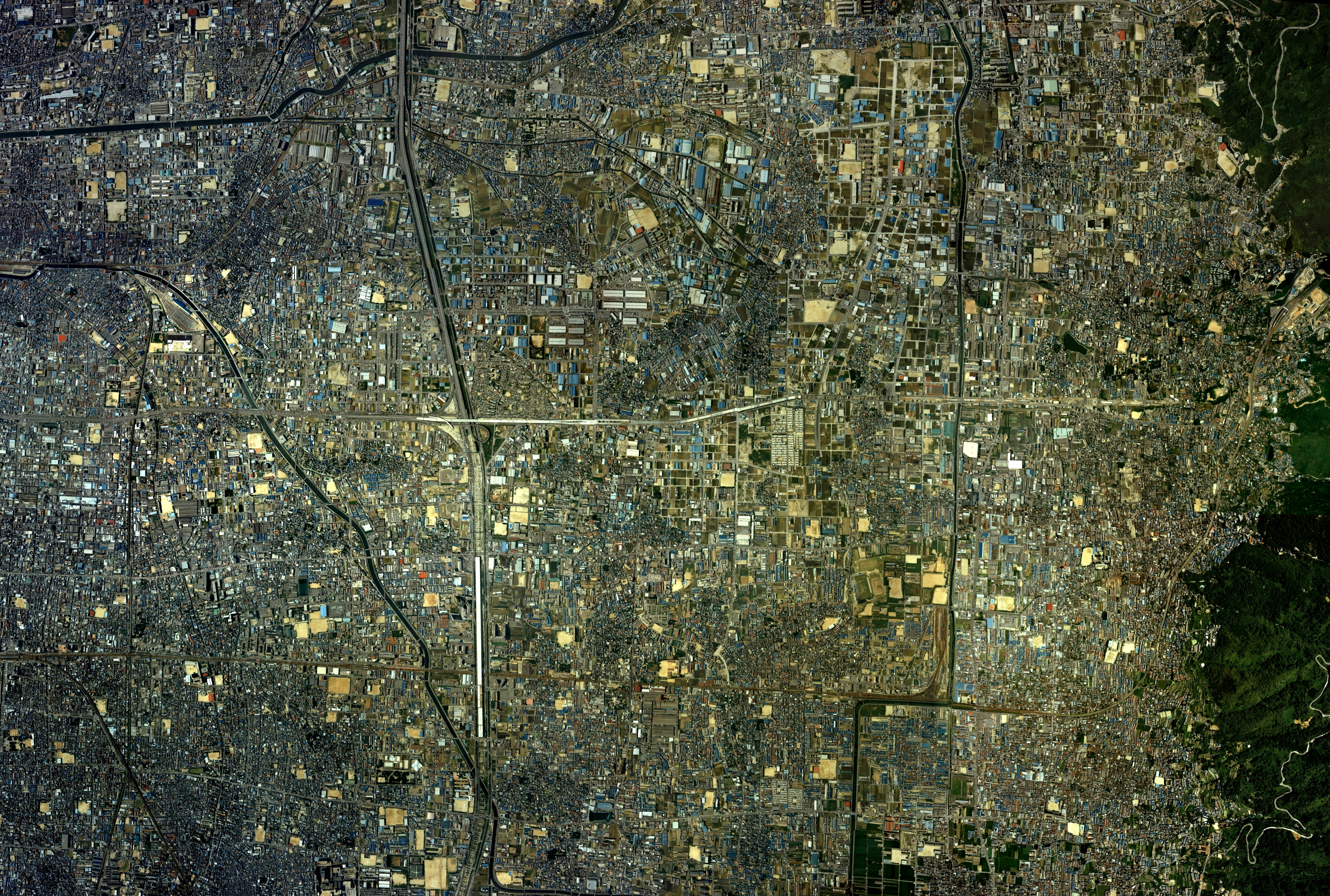
東大阪市中心部周辺の空中写真。1985年撮影の24枚を合成作成。。

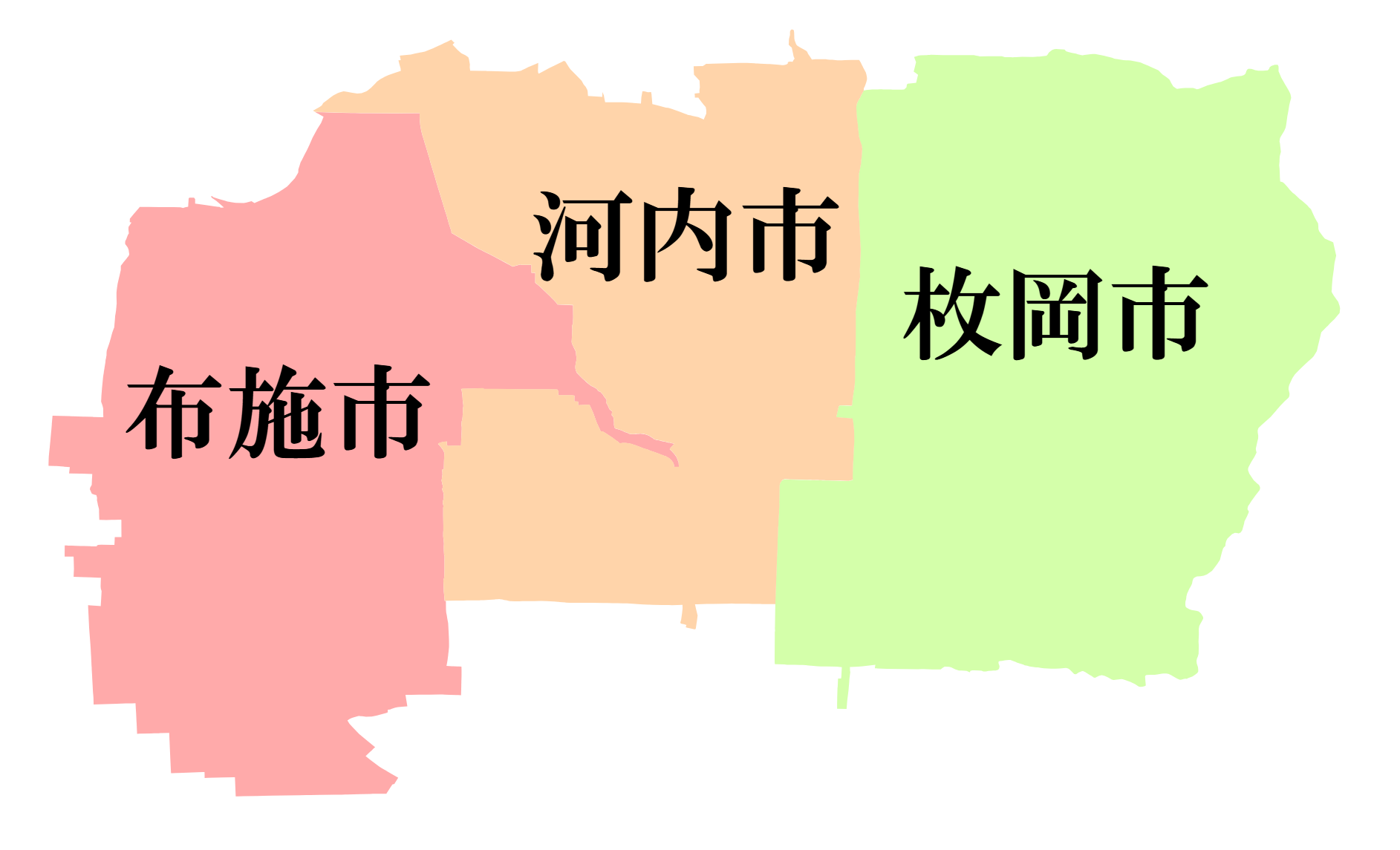
布施市、河内市、枚岡市がそれぞれ占めていた領域

- 1967年2月1日 : 布施市、河内市、枚岡市が合併し、大阪府下31番目の市として東大阪市が発足。市役所は旧 河内市役所を使用したほか、旧 布施市役所に「西支所」を、旧 枚岡市役所「東支所」をそれぞれ設置し、2003年の新庁舎建設に伴う機能併合まで3庁舎ともに使用していた。
- 1969年（昭和44年）12月4日: 一般国道308号が指定（1970年4月1日施行）。
- 2003年5月6日 : 市役所が現在地に移転。
- 2005年4月1日 : 大阪府下では、堺市（現在は政令指定都市）、高槻市に次ぐ中核市に移行する。

### 主な出来事
- 1976年（昭和51年）3月26日：長堂のメッキ廃液処理場から塩素ガスが発生。市街地に流出して約100人が入院[3]。

### ご当地キャラクター
- 東大阪市マスコットキャラクター「トライくん」
- 石切参道商店街「いしキリンちゃん」
- 東大阪社会福祉協議会「しゃきょうりゅうクン」
- 布施商店街「ふせロボくん」
- 東大阪消防局「消防トライくん＆消防ミライちゃん」
- 社会福祉法人川福会「かわふくん」
- 社会福祉法人若草会「わかちゃん」

### 楽曲
- 東大阪市市歌（1967年制定）

作詞：上出満 作曲：外山雄三
- 東大阪市音頭（1971年選定）

作詞：足立万里 作曲：鈴木量視
- 東大阪 めっちゃ元気な「まち」やねん（2005年選定）

作詞：南英市 作曲：つんく♂
中核市移行記念「がんばろう! 東大阪」イメージソング。

## 行政
- 市長：野田義和（2007年10月28日就任、5期目[4]）

### 歴代市長
| 代   | 氏名       | 就任日         | 退任日        | 備考                                |
| ---- | ---------- | -------------- | ------------- | ----------------------------------- |
| 初代 | 辰巳佐太郎 | 1967年2月19日  | 1970年6月14日 | 1期                                 |
| 2代  | 伏見格之助 | 1970年6月14日  | 1982年6月13日 | 3期                                 |
| 3代  | 北川謙次   | 1982年6月14日  | 1989年12月6日 | 2期、病気療養を理由に辞職           |
| 4代  | 清水行雄   | 1989年12月24日 | 1998年5月20日 | 3期、辞職                           |
| 5代  | 長尾淳三   | 1998年7月12日  | 2002年7月11日 | 1期                                 |
| 6代  | 松見正宣   | 2002年7月12日  | 2006年7月11日 | 1期                                 |
| 7代  | 長尾淳三   | 2006年7月12日  | 2007年9月14日 | 1期、市議会における不信任決議で失職 |
| 8代  | 野田義和   | 2007年10月28日 | 現職          | 5期目                               |

## 議会

### 市議会
定数は38人。

### 大阪府議会（東大阪市選出）
- 定数：5名
- 任期：2019年（令和元年）5月28日～2023年（令和5年）5月27日

| 議員名   | 会派名                             | 備考             |
| -------- | ---------------------------------- | ---------------- |
| 広野瑞穂 | 大阪維新の会大阪府議会議員団       |                  |
| 山下浩昭 | 公明党大阪府議会議員団             |                  |
| 塩川憲史 | 自由民主党・無所属大阪府議会議員団 | 党籍は自由民主党 |
| 西野弘一 | 改革保守                           | 党籍は無所属     |
| 内海公仁 | 日本共産党大阪府議会議員団         |                  |

### 衆議院
- 任期 ： 2024年（令和6年）10月27日 - 2028年（令和10年）10月26日（「第50回衆議院議員総選挙」参照）

| 選挙区                   | 議員名   | 党派名       | 当選回数 | 備考     |
| ------------------------ | -------- | ------------ | -------- | -------- |
| 大阪府第13区（東大阪市） | 岩谷良平 | 日本維新の会 | 2        | 選挙区   |
| 大阪府第13区（東大阪市） | 八幡愛   | れいわ新選組 | 1        | 比例復活 |

## 産業
日本有数の中小製造業集積地であり、高い技術を持った町工場が多数集まっている。2002年12月に東大阪宇宙開発協同組合（現・宇宙開発協同組合SOHLA）を設立し人工衛星の開発を進めるなど、世界シェアを占める企業も多い。面積に対する工場の割合では全国1位。工場の数も大阪市や神奈川県横浜市などの政令指定都市を除くと1位である。
しかし近年は減少傾向であり、工場跡地に住宅が建てられるケースもある。2007年には製造品出荷額で隣市の八尾市に抜かれ、2011年のみ東大阪市が上位に返り咲いたものの、その差は広まりつつある。
市内には近畿大学があり、地元製造業との産学連携に取り組んでいる。
江戸時代には旧大和川の川床などにおける木綿栽培が行われ、大阪の繊維製品取引の中心である船場に近いという地の利があり、木綿を加工するための小規模な工業が発展していた。明治維新で家内的な木綿工業は一気に壊滅したが、残された技術が、現在の当地を支える原動力になっていった。生産機械のための機械作りやその部品作りである。
1958年、日本で初めての回転寿司店である元禄寿司が開店した町でもある（旧布施市：現在の近鉄布施駅付近）。

### 東大阪市に本社を持つ企業
- 近畿車輛
- 近鉄バス
- ハウス食品グループ本社
  - ハウス食品
  - ハウス物流サービス
- ハンマーキャスター
- タツタ電線
- ハードロック工業
- 山陽自動車運送
- 竹中庭園緑化
- 丸金
- サイレックス・テクノロジー
- オージーケー技研
  - オージーケーカブト
- 山本光学
- 立石春洋堂
- 元禄産業
- グラス・ファイバー工研
- シンコー
- 関西デリバリーセンター
- 大阪ベンテック
- レイズ
- ワーク
- 東洋スチール
- 昭和丸筒
- 二藤レール
- 井藤漢方製薬
- キタコ
- 大阪単車用品工業
- 大阪バス
- I・T・O
- ロブテックス
- 旭工精
- ジャック製菓
- 三晃工業
- サンクレスト
- パイオニア
- 瀧本
- ルナスタイル
- スミヨシ
- F.C.大阪
- コーキン化学
- 三和薬品工業株式会社[7]

### 東大阪市にて創業した主な企業
- アート引越センター（現在の本社は大阪市中央区）
- アイリスオーヤマ（現在の本社は宮城県仙台市青葉区）
- トラスコ中山（現在の本社は東京都港区）
- 松下冷機（現：パナソニック アプライアンス社。現在の本部は滋賀県草津市）
- 生和コーポレーション（旧：生和建設。現在の本店は大阪市福島区）
- ABCサービス（現：スプラウト・イット。現在の本社は大阪市中央区）

## スポーツ

### ラグビー
- 花園近鉄ライナーズ（ジャパンラグビーリーグワン）

### 野球
- 関西独立リーグ（旧・BASEBALL FIRST LEAGUE）（プロ野球独立リーグ）
  - 大阪ゼロロクブルズ

### サッカー
- FC大阪（日本プロサッカーリーグ）

### 障害者スポーツ
花園ラグビー場に隣接地に東大阪市が2020年12月に開設した東大阪立ウィルチェアスポーツコートは、障害者スポーツに幅広く対応している。

## 姉妹都市・提携都市

### 日本国内
- 奈良県下北山村

### 日本国外
- ドイツ ベルリンミッテ区
1959年8月12日姉妹都市提携（当時の布施市が提携）
- アメリカ合衆国 カリフォルニア州グレンデール
1960年9月23日姉妹都市提携（当時の枚岡市が提携）。グレンデール市に設置された慰安婦の碑を巡って、姉妹都市の解消が検討されている。

## 地域

### 人口
平成22年（2010年）国勢調査より前回調査からの人口増減をみると、0.83％減の509,533人であり、増減率は府下43市町村中26位、72行政区域中45位である。
| |                                          |  |
| 東大阪市と全国の年齢別人口分布（2005年） | 東大阪市の年齢・男女別人口分布（2005年） |  |
| ■紫色 ― 東大阪市 ■緑色 ― 日本全国 | ■青色 ― 男性 ■赤色 ― 女性                |  |
| 東大阪市（に相当する地域）の人口の推移 \| 1970年（昭和45年） \| 500,173人 \| \| \| 1975年（昭和50年） \| 524,750人 \| \| \| 1980年（昭和55年） \| 521,558人 \| \| \| 1985年（昭和60年） \| 522,805人 \| \| \| 1990年（平成2年） \| 518,319人 \| \| \| 1995年（平成7年） \| 517,232人 \| \| \| 2000年（平成12年） \| 515,094人 \| \| \| 2005年（平成17年） \| 513,821人 \| \| \| 2010年（平成22年） \| 509,533人 \| \| \| 2015年（平成27年） \| 502,784人 \| \| \| 2020年（令和2年） \| 493,940人 \| \| |                                          |  |
| 総務省統計局 国勢調査より |                                          |  |
| 1970年（昭和45年） | 500,173人                                |  |
| 1975年（昭和50年） | 524,750人                                |  |
| 1980年（昭和55年） | 521,558人                                |  |
| 1985年（昭和60年） | 522,805人                                |  |
| 1990年（平成2年） | 518,319人                                |  |
| 1995年（平成7年） | 517,232人                                |  |
| 2000年（平成12年） | 515,094人                                |  |
| 2005年（平成17年） | 513,821人                                |  |
| 2010年（平成22年） | 509,533人                                |  |
| 2015年（平成27年） | 502,784人                                |  |
| 2020年（令和2年） | 493,940人                                |  |

### 教育

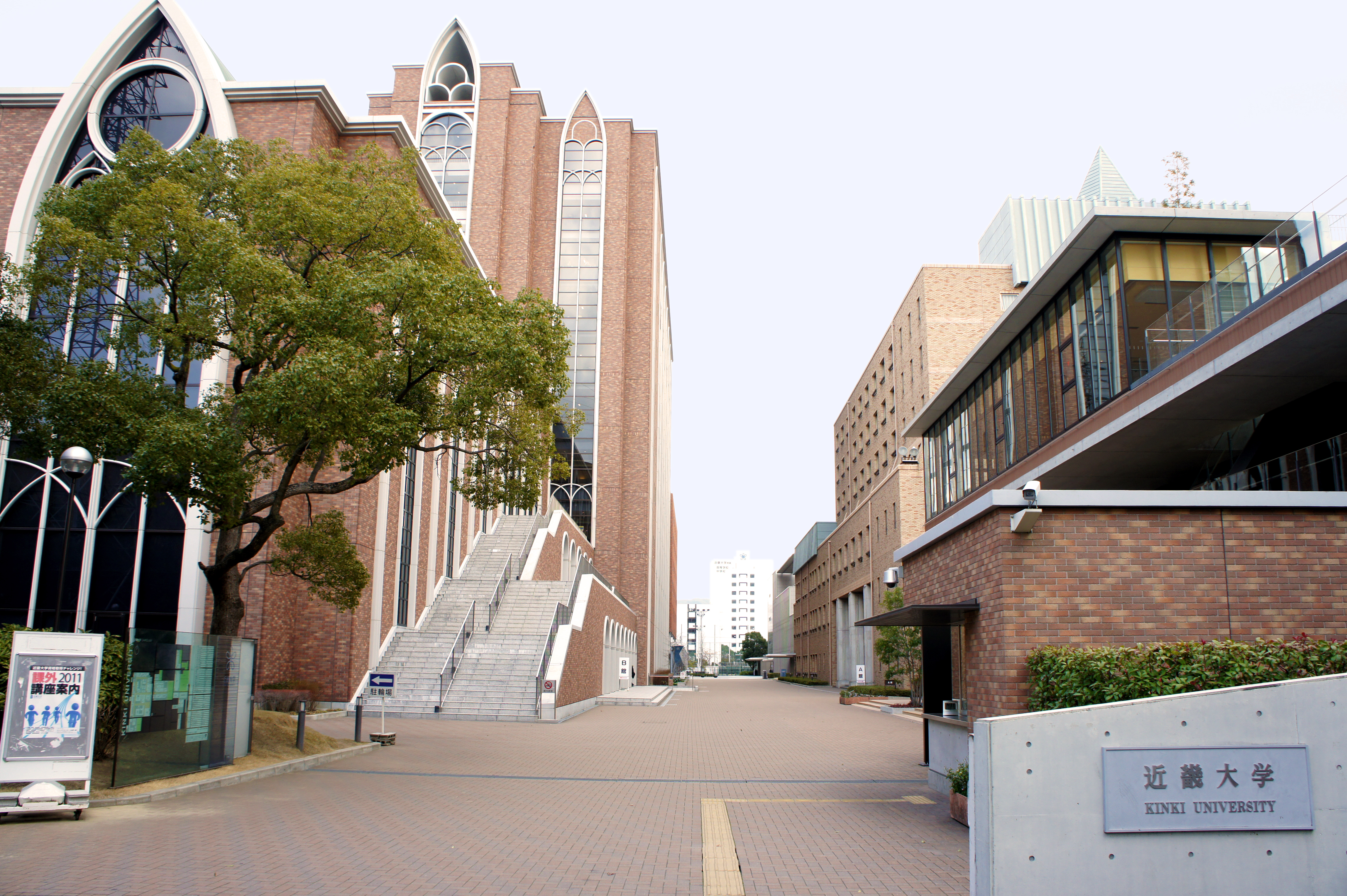
近畿大学

高等学校（および相当校）以上について記載する。

#### 大学・短期大学
- 近畿大学・近畿大学短期大学部
- 大阪商業大学
- 大阪樟蔭女子大学
- 東大阪大学・東大阪大学短期大学部

#### 高等学校
- 大阪府立布施高等学校
- 大阪府立花園高等学校
- 大阪府立みどり清朋高等学校
- 大阪府立かわち野高等学校
- 大阪府立枚岡樟風高等学校
- 大阪府立布施北高等学校
- 大阪府立城東工科高等学校
- 大阪府立布施工科高等学校
- 東大阪市立日新高等学校
- 近畿大学附属高等学校
- 大阪商業大学高等学校
- 樟蔭高等学校
- アナン学園高等学校（旧・樟蔭東高等学校）
- 東大阪大学敬愛高等学校

#### その他
- 大阪朝鮮中高級学校 ※いわゆる朝鮮学校。日本の高等学校、中学校に相当する教育を行う非一条校（各種学校）。

### 日本郵政グループ
（2012年12月時点）
- 日本郵便

集配郵便局は、布施郵便局（永和）、枚岡郵便局（鷹殿町）、河内郵便局（菱江）の3局がある。この他、窓口業務のみを行う郵便局が市内に53箇所ある。
- ゆうちょ銀行

大阪支店布施出張所が、布施／永和郵便局内に置かれている。また、市内には各郵便局などに65箇所（布施出張所を含む）に現金自動預け払い機 (ATM) が設置されており、うち19箇所（同）でホリデーサービスを実施している。
- かんぽ生命保険

東大阪支店が、布施駅前に置かれている。
※ 東大阪市内の郵便番号は以下の通り。
- 577-00xx・577-08xx : 市の西部に相当し、布施郵便局が集配を担当している。
- 578-09xx : 市の中部に相当し、河内郵便局が集配を担当している。
- 579-80xx : 市の東部に相当し、枚岡郵便局が集配を担当している。
  - 上石切町の一部 (630-0271) ・山手町の一部 (630-0272) は生駒郵便局（奈良県生駒市）が集配を担当している。

## 隣接している自治体・行政区
大阪府
- 大阪市（鶴見区、城東区、東成区、生野区、平野区）
- 大東市
- 八尾市

奈良県
- 生駒市
- 生駒郡平群町

## 交通

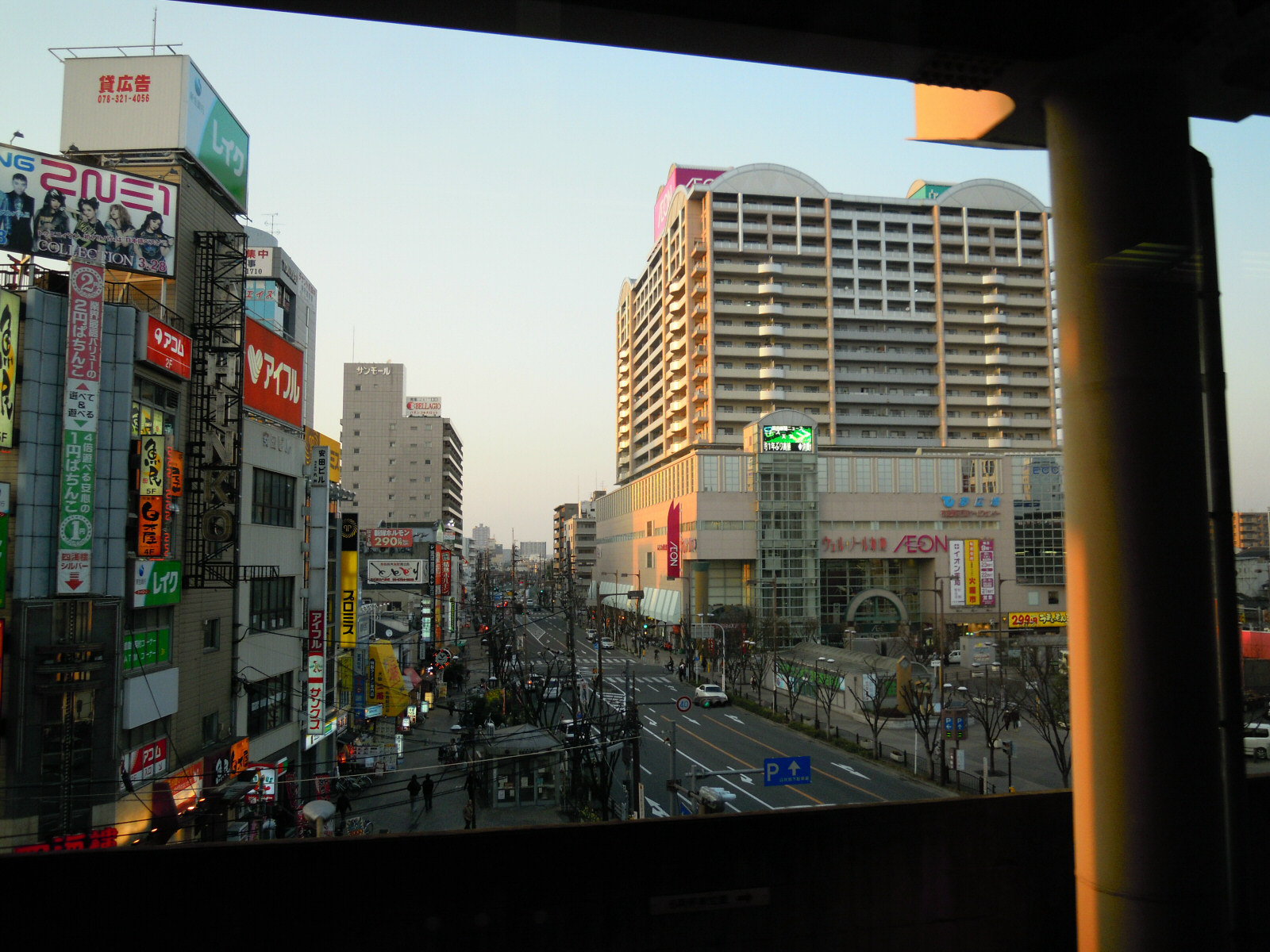
布施駅前

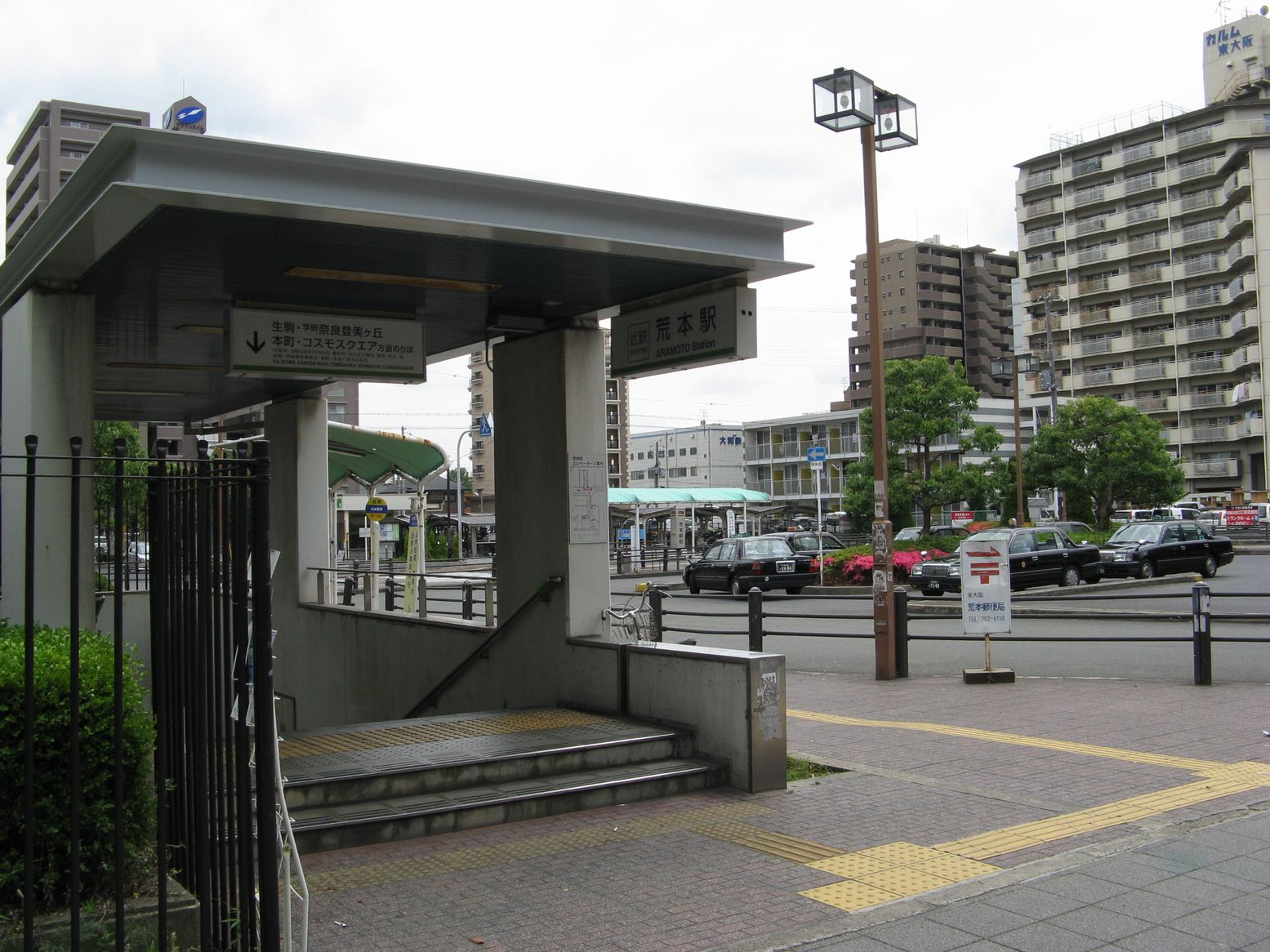
荒本駅

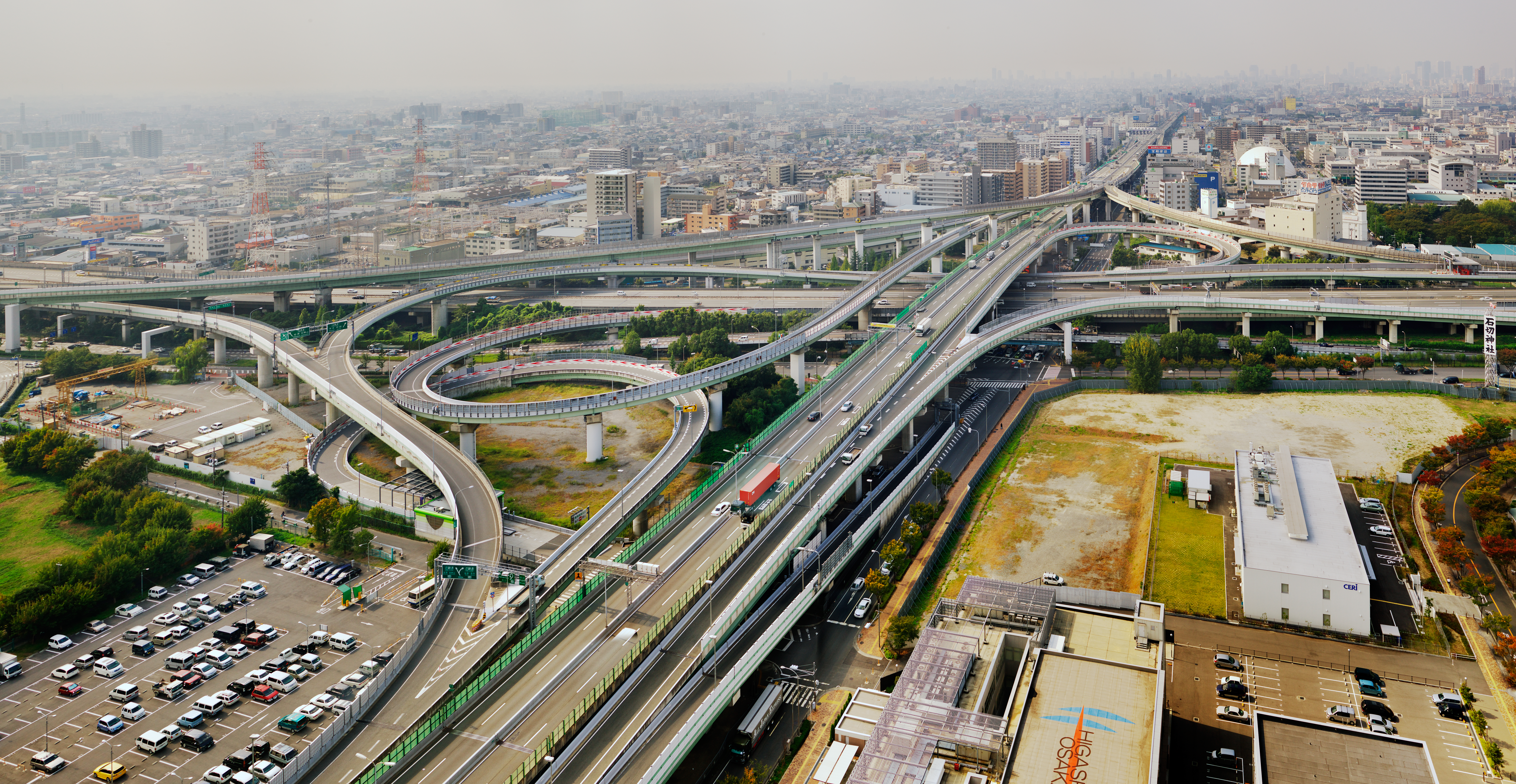
東大阪JCT

### 鉄道
同位置に所在する乗換駅などをまとめると26の駅がある。比較的発展していた3市が合併して誕生した市であるので、中心的な役割を果たす駅は特定できない。
乗降人員は近鉄奈良線と近鉄大阪線が合流する布施駅が最も多く、近鉄百貨店東大阪店を中心に商業圏が広がっている。また、JTBパブリッシングが発行する「JTB時刻表」も布施駅を代表駅としている。また、旧枚岡市域では瓢簞山駅を市東部の玄関口と見る向きもある。東大阪市役所本庁の最寄り駅は荒本駅である。
以下のうち、Osaka Metro中央線と近鉄けいはんな線は一体的な運行系統となっており、当市にある長田駅を介して直通運転を行っている。
また、おおさか東線の高井田中央駅・JR河内永和駅・JR俊徳道駅はそれぞれOsaka Metro中央線高井田駅・近鉄奈良線河内永和駅・近鉄大阪線俊徳道駅と近接しており、それぞれ乗り換え可能となっている。
西日本旅客鉄道（JR西日本）
- 片町線（学研都市線）
  - 徳庵駅 - 鴻池新田駅
- おおさか東線
  - 高井田中央駅 - JR河内永和駅 - JR俊徳道駅 - JR長瀬駅 - 衣摺加美北駅
おおさか東線の各駅はJRの特定都区市内制度における「大阪市内」に属する。

近畿日本鉄道（近鉄）
- A 奈良線
  - 布施駅 - 河内永和駅 - 河内小阪駅 - 八戸ノ里駅 - 若江岩田駅 - 河内花園駅 - 東花園駅 - 瓢簞山駅 - 枚岡駅 - 額田駅 - 石切駅
- D 大阪線
  - 布施駅 - 俊徳道駅 - 長瀬駅 - 弥刀駅
- C けいはんな線
  - 長田駅  - 荒本駅 - 吉田駅 - 新石切駅

大阪市高速電気軌道（Osaka Metro）
- 中央線
  - 高井田駅 - 長田駅

### 路線バス
高速バス
- 大阪バス
  - 布施駅（東大阪布施駅停留所）から東京、京都への高速バスを運行。また、長田駅に名古屋、京都への高速バスが停車する。空港リムジンバスが布施駅・長田駅と関西国際空港を結ぶ（近鉄バス、関西空港交通と共同運行）。

一般路線
- 近鉄バス
  - 中央環状線・春宮線・萱島線・花園線・東花園線・四条畷線・東大阪市立病院線・近畿大学線

市内に本社を持ち、営業所も4箇所（布施・布施観光・稲田・枚岡）あるが、1990年代以降路線の休止・廃止が相次ぎ、バス路線空白地が多く存在する。新路線の開設も行われているが、近年、運転士不足と利用客減少を理由に再び市内各路線での減便傾向が続く[9]。また東大阪市などの補助により低公害ノンステップバスの導入も行われている。
- 大阪シティバス（旧・大阪市営バス）
  - 86号系統（布施駅前 - 上新庄駅前）、12号系統（布施駅前 - あべの橋）

市内には、布施駅前停留所があり、上記系統が発着している。なお、12号系統は市バスの操車場があったことから布施三ノ瀬へ乗り入れていたが2013年より布施駅前へ乗り入れることになった。
- 大阪バス
  - 布施八尾線、東大阪西地区循環バス、俊徳道駅・近畿大学線

同社の市内路線バスは2016年7月29日に運行が開始された布施八尾線を皮切りに、2022年3月の時点で3路線が運行されている。 これらの路線は公共交通空白地域を解消する目的から東大阪市や八尾市・大阪府などとの協業により開設された路線である[10]。
- 大東市コミュニティバス（近鉄バスが運行）
  - Aコース　南新田・朋来方面

当市内を通過するが、停留所は存在しない。

### 道路
南北方向には大阪府道2号大阪中央環状線、国道170号（大阪外環状線）、東西方向には中央大通と呼ばれる国道308号があり市内の大動脈となっている。
しかし、その他の道路は東西南北すべての方向において貧弱であり、主要地方道でも狭隘な道路（八尾茨木線の一部）や渋滞が激しい道路（八尾枚方線など）もあり、路線バスの運行にも影響がある。
- 高速自動車国道
  - 近畿自動車道
    - 東大阪北インターチェンジ - 東大阪パーキングエリア - 東大阪南インターチェンジ
- 都市高速道路
  - 阪神高速道路
    - 13号東大阪線
      - 高井田出入口 - 長田出入口 - 東大阪荒本出入口 - 中野出入口 - 水走出入口
- 一般有料道路
  - 第二阪奈有料道路
    - 西石切ランプ

  - 信貴生駒スカイライン
- 一般国道
  - 国道170号（大阪外環状線と呼ばれる現道と約500m東側にある旧道がともに国道に指定されている）
  - 国道308号（近鉄奈良線以東は車輌通行困難で、特に冬季は路面凍結の恐れあり）
- 大阪府道
  - 主要地方道
    - 大阪府道2号大阪中央環状線
    - 大阪府道8号大阪生駒線
    - 大阪府道15号八尾茨木線
    - 大阪府道20号枚方富田林泉佐野線（東大阪市内では全区間で国道170号の旧道と重複）
    - 大阪府道21号八尾枚方線
    - 大阪府道24号大阪東大阪線

  - 一般府道
    - 大阪府道159号平野守口線
    - 大阪府道166号鴻池新田停車場線
    - 大阪府道167号鴻池新田停車場鴻池線
    - 大阪府道168号石切大阪線
    - 大阪府道170号枚岡停車場線
    - 大阪府道171号河内小阪停車場線
    - 大阪府道172号布施停車場線
    - 大阪府道173号大阪八尾線
    - 大阪府道702号大阪枚岡奈良線

## 名所・旧跡・観光スポットなど
記念館・資料館

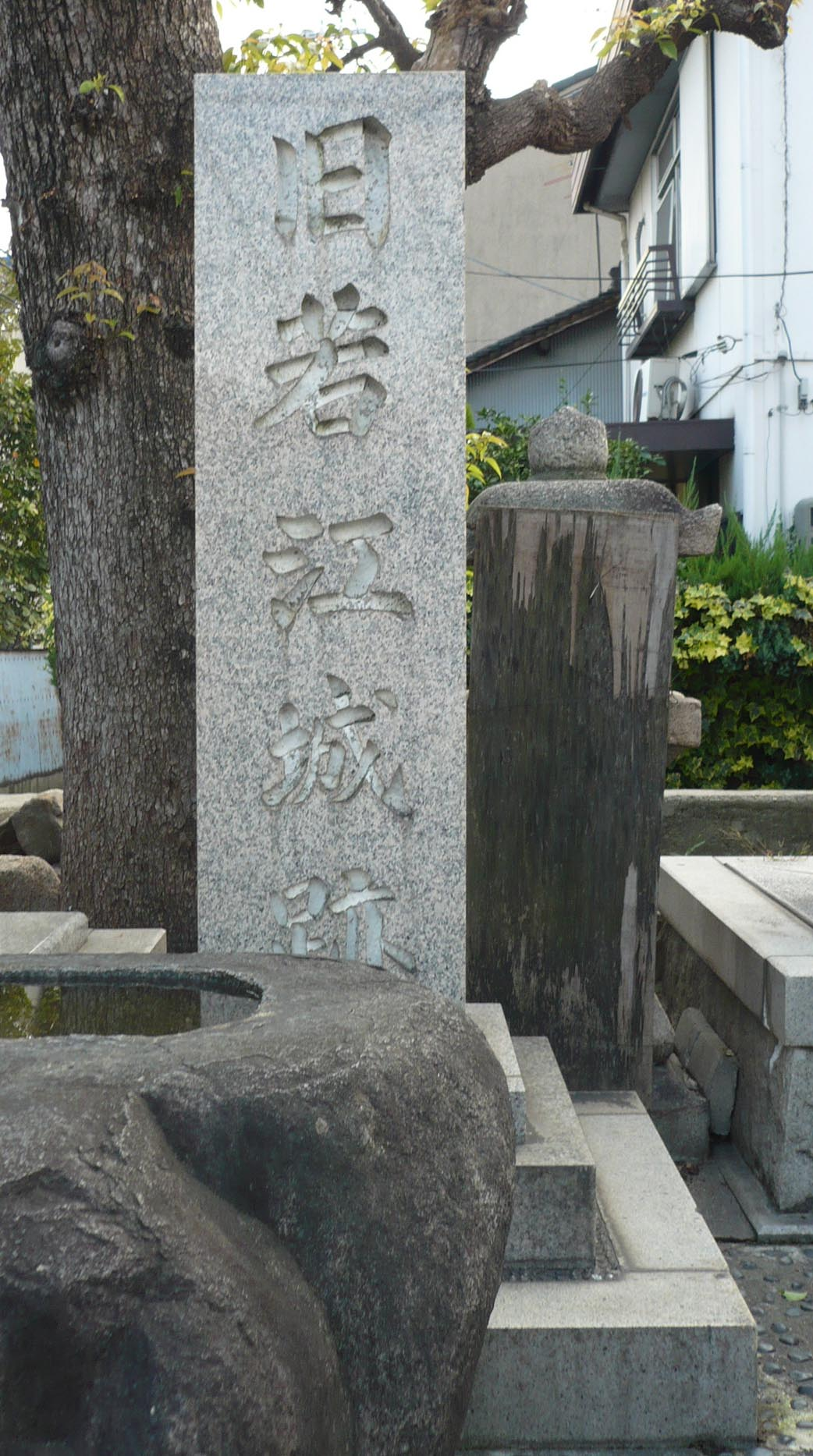
若江城の石碑

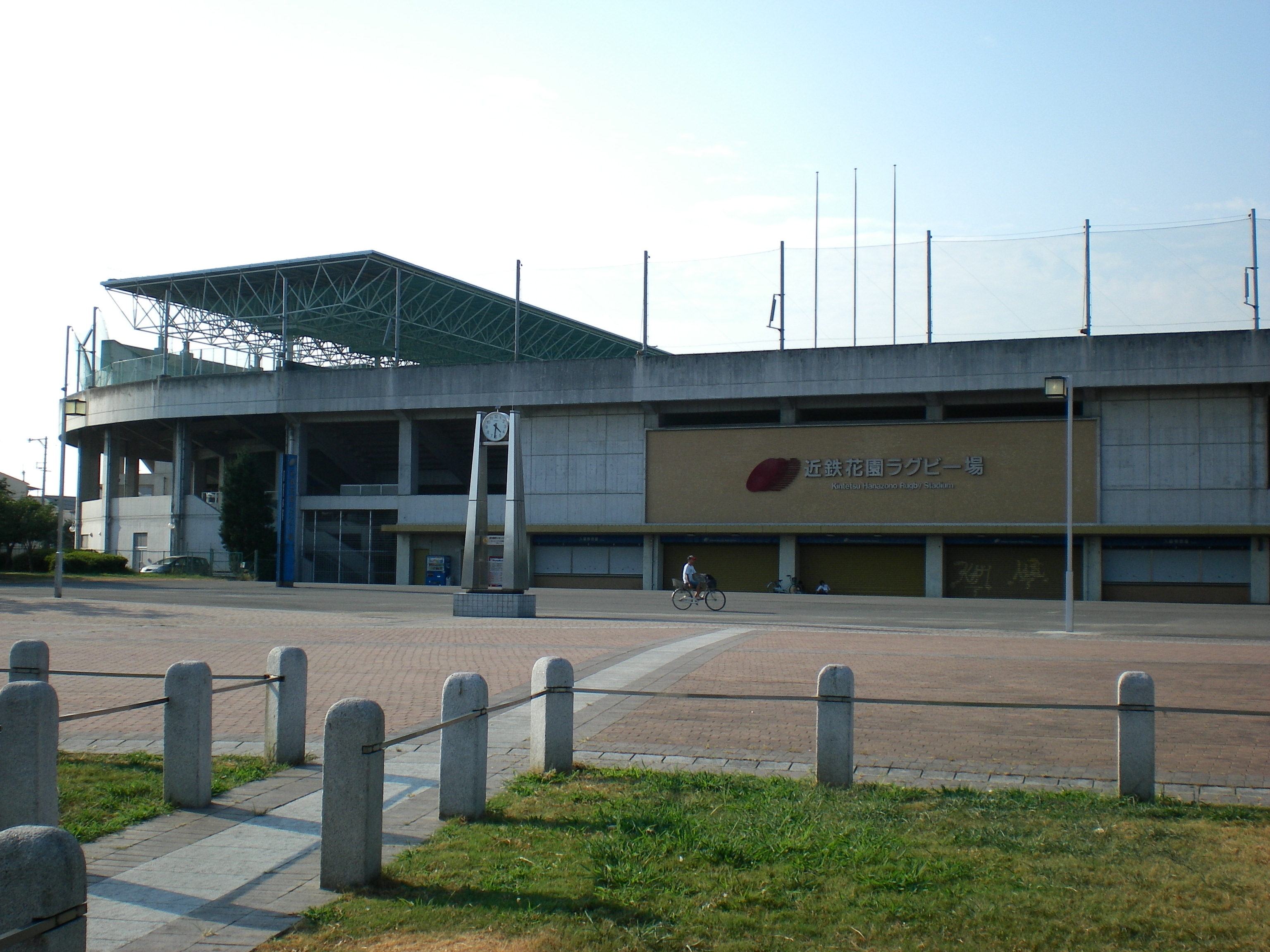
東大阪市花園ラグビー場

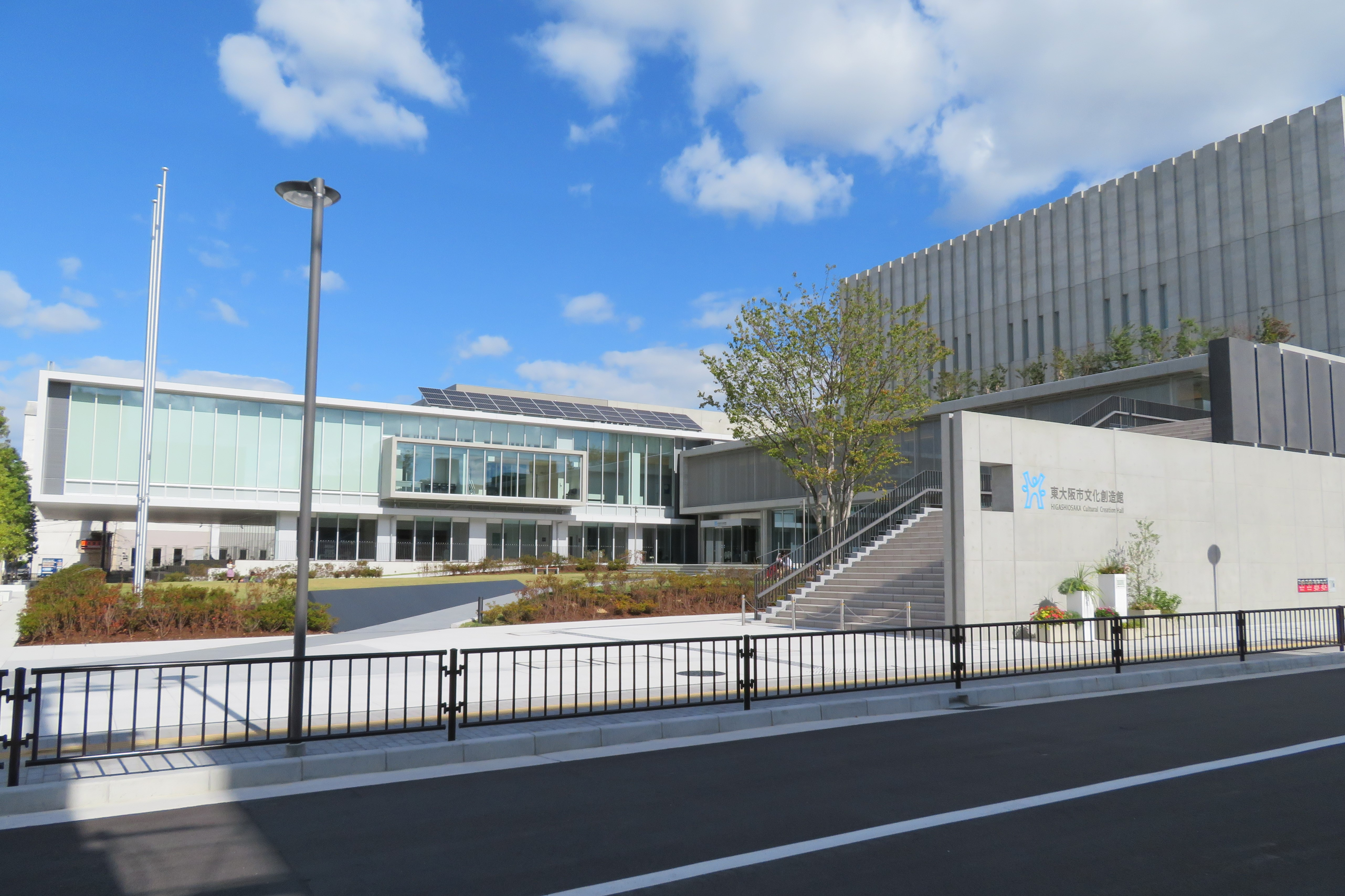
東大阪市文化創造館

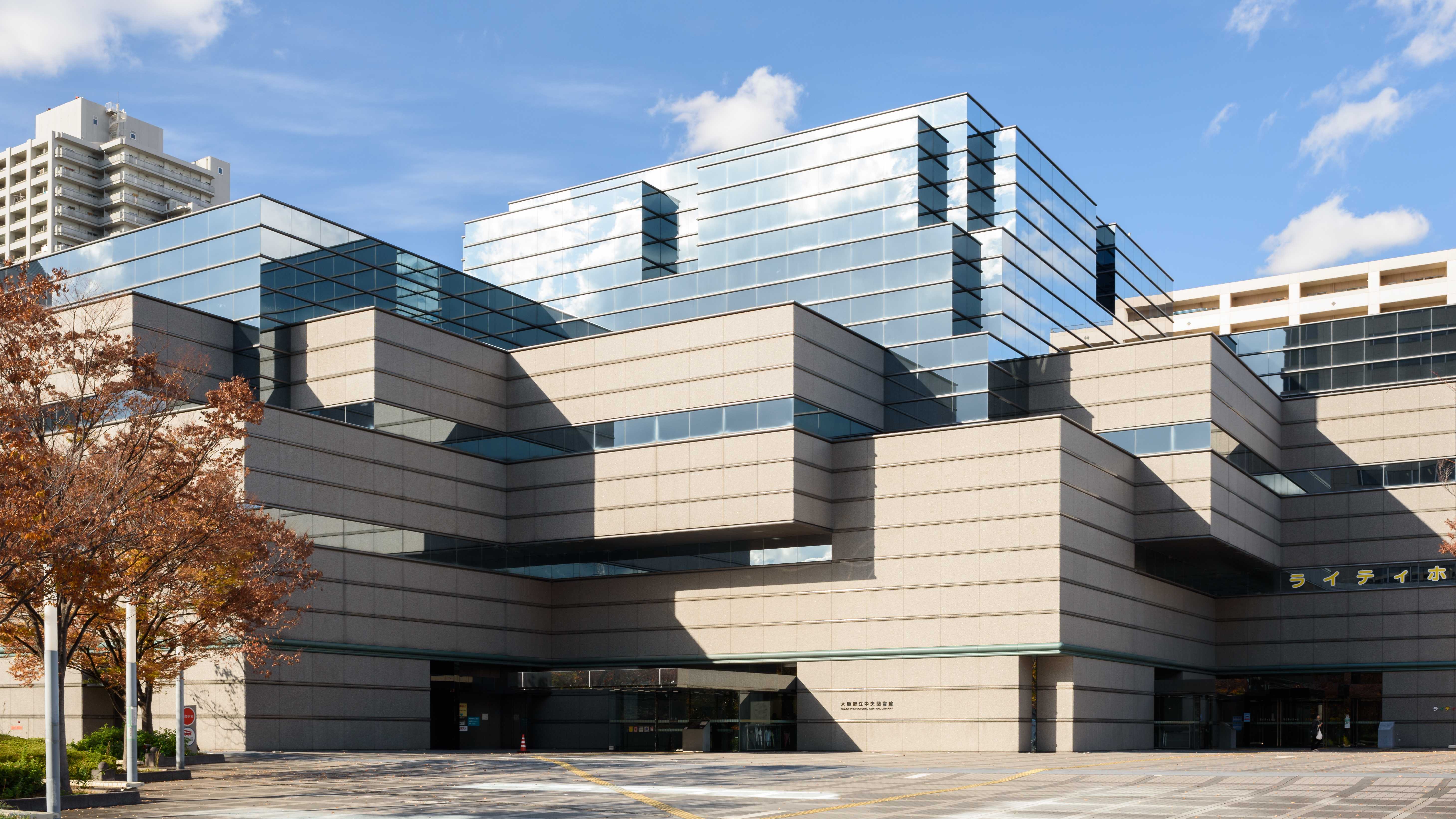
大阪府立中央図書館

- 司馬遼太郎記念館：近鉄八戸ノ里駅近くには司馬遼太郎の自宅が保存されており、隣には司馬遼太郎記念館が作られている。司馬遼太郎の書斎は生前のまま残されており、外から見学することもできる。司馬遼太郎は、東大阪市の名誉市民でもある[11]。
- 樟徳館
- 田辺聖子文学館

施設・競技場
- 東大阪市花園ラグビー場：日本初のラグビー専用競技場。全国高等学校ラグビーフットボール大会の会場として全国的に有名。
- 東大阪市文化創造館：近鉄八戸ノ里駅付近に在る芸術センター。同市における文化施設の中では最大級である。

寺院・神社
- 石切劔箭神社：近鉄石切駅、新石切駅近くにあり、「でんぼ」（腫れ物）の神様として広く知られている。付近の商店街は独特の風情がある。また、この付近等から生駒山へのハイキングコースが伸びている。
- 枚岡神社（河内国一宮）：枚岡駅下車すぐ。生駒山頂への登山コースが神社内から始まっている。付近は枚岡公園となっている。社叢はかおり風景100選
- 瓢箪山稲荷神社：近鉄奈良線 瓢簞山駅から徒歩（南側の商店街アーケード南端の辻を東へ）約5分。 日本三大稲荷の一つである。辻占が有名。
- 往生院六萬寺：近鉄瓢箪山駅下車、南へ徒歩16分（1.1 km）、六万寺交番を左折し徒歩20分(1.3 km)。

遺跡、城跡、古墳
- 鴻池新田会所（国の史跡・重要文化財）：JR鴻池新田駅の南側にあり、春期・秋期に公開されている。
- 河内寺廃寺跡（国の史跡）
- 池島・福万寺遺跡：縄文時代晩期から近代までの生産遺構を中心とする遺跡。
- 瓜生堂遺跡：弥生時代晩期から平安時代までの住居遺構や方形周溝墓を中心とする遺跡。
- 若江城：河内の中央部にあった、室町時代の行政の中心であった。戦国時代には争奪戦が行われた軍事上重要な存在であった。現在は石碑が立つのみであるが、訪れる人は多い。
- 松原宿跡：かつて暗越奈良街道に存在していた旅籠の一つである「松原宿（まつばらじゅく）」の痕跡。名の由来は古来に存在していた松原村にちなむ。
- 芝山古墳：天皇クラスを被葬者とされる前方後円墳といわれており、ウィリアム・ゴーランドによって発掘調査されたが1962年、宅地開発に伴い消滅した。
- 山畑古墳群
- 二本松古墳
- 旧吉田川跡
- 日下貝塚

その他
- 瓢箪山商店街：近鉄瓢箪山駅前には、全国で2箇所しかない国道（国道170号）中の商店街・アーケードがあり、昼間は歩行者天国だが、深夜には普通に自動車が走行する（もう1箇所は長崎県の国道324号浜町アーケード）。「ひょうたんモニュメント」が駅・商店街を中心に1000個設置された。商店街内には「ひょっこりひょうたん島」のテーマソングが流れることも[注釈 2]。
- 小阪城：近鉄河内小阪駅の駅前商店街
- 大阪府立中央図書館

## 東大阪市出身の人物

### 歴史上の人物
- 蘇我理右衛門：河内国五條（現在の東大阪市）出身で安土桃山時代から江戸時代にかけての銅商。尚、住友財閥の創業者の1人で「業祖」と呼ばれている。
- 中甚兵衛：大和川付け替え工事を推進した庄屋。
- 水走季忠：枚岡神社の神主で、平安時代後期の武士。
- 遊佐長教：遊佐河内守長教（1491-1551年）。河内国の戦国大名で、若江城主。

### 政界・学界・言論界
- 審良静男：大阪大学教授（免疫学の世界的権威）
- 伊藤忠通：奈良県立大学学長・副理事長（財政学、地方財政）
- 今西芳治：近畿大学名誉教授（財政学）
- 江崎玲於奈：横浜薬科大学学長、日本学士院会員。1973年ノーベル物理学賞受賞者。
- 城戸淳二： 山形大学工学部機能高分子工学科教授。グルメ研究家（参考）
- 木村幹：神戸大学大学院国際協力研究科教授。比較政治学
- 塩川正三：旧布施市の市長。塩川正十郎の父。
- 塩川正十郎：元財務大臣、元衆議院議員。名誉市民[11]。
- 建部正義：経済学者、日本金融学会理事。
- 豊川義明 ：弁護士、関西学院大学大学院司法研究科教授。
- 藤田勝利：近畿大学法学部教授。元大阪市立大学法学部長、元 副学長（商法、国際取引法）
- 松岡和美：慶應義塾大学経済学部教授
- 山中伸弥：京都大学iPS細胞研究所名誉所長・教授、日本学士院会員。2012年ノーベル生理学・医学賞受賞者。名誉市民[11]。

### 芸能界・放送界・エンターテイナー
- 愛内里菜（歌手、実業家）
- 荒木悠司（タレント）
- 池脇千鶴（女優）
- 石井亮次（フリーアナウンサー、元CBCテレビアナウンサー）
- 上田悦子（毎日放送アナウンサー）
- 植田圭輔（俳優、タレント）
- 占部沙矢香（元CBCテレビアナウンサー、広島県生まれ）
- エハラマサヒロ
- 大倉忠義（SUPER EIGHT）
- 大沢あかね（タレント）
- 加島茜（ミュージカル俳優）
- 河島英五（歌手）
- 川西賢志郎（タレント、元和牛）
- 河野真也（オクラホマ）
- 川原亜矢子（モデル、女優）
- 君夕子（歌手、女優）
- 桐山照史（WEST.）
- 呉城久美（女優）
- 黒田有（メッセンジャー）
- 古川優奈（モデル）
- 古川結菜（モデル）
- 小坂まさる（元俳優、元ジャニーズJr.）
- 斉藤真木子（元SKE48メンバー）
- シルヴィア（歌手）
- 神部美咲（タレント）
- せいや（霜降り明星）
- 芹洋子（歌手）
- 高畑充希（女優、歌手）
- 高見（スーズ、元ヒガシ逢ウサカ）
- たくませいこ（女優）
- 竹本たから（フリーアナウンサー）
- タケヤキ翔（アーティスト、YouTuber)
- タナカカツキ（漫画家）
- 司茜（詩人）
- つんく♂（シャ乱Q、元歌手、現・作曲家、音楽プロデューサー。平成17年に東大阪のイメージソングの作曲・ボーカルを担当。市の公式サイトにて、モノラル圧縮版であるが、曲データが公開されている[12]）
- TENN（歌手）[13]
- 豊田道倫（歌手）
- 仲根かすみ（タレント）
- 中村美律子（演歌歌手）
- 新山（さや香）
- 西森洋一（モンスターエンジン）
- 彦摩呂（タレント）
- 松嶋尚美（タレント、元オセロ）
- 松本真一 (放送作家)
- 未知やすえ（吉本新喜劇女優）
- 三原勇希（モデル、タレント）
- 宮崎浩輔（NHKアナウンサー）
- 森元流那（ばんばんざい、タレント、歌手）
- 矢野浩二（俳優）
- 山根星子（音楽家、作曲家、ヴァイオリニスト、ドイツのロックバンド「タンジェリン・ドリーム」のメンバー）
- 山野さと子（歌手、声優）
- ゆしん（タレント）※出生地は神奈川県横浜市）
- 吉岡美穂（タレント）
- 吉見由香（元KBS京都アナウンサー、元フリーアナウンサー、元DJ）

### 宝塚歌劇団
- 龍真咲：元月組トップスター
- 彩吹真央：元雪組男役
- 白河りり：月組娘役
- 万里柚美：専科女役

### スポーツ選手
- 朝光亀太郎：元大相撲力士
- 犬伏稔昌：元プロ野球選手
- 植田睦：柔道家
- 安田昇：ラグビー日本代表選手
- 大西将太郎：ラグビー日本代表選手
- 大西崇之：元プロ野球選手
- 大沼幸二：元プロ野球選手
- 神野由佳：スピードスケート選手。ソルトレーク・トリノ五輪代表。
- 北川利之：元プロ野球選手
- 木津武士：ラグビー日本代表選手
- 木下文信：元プロ野球選手
- 杉原愛子：女子体操選手で、2016年リオデジャネイロオリンピック日本代表選手。
- 聖愛：キックボクサー
- 太晨光真：元力士
- 高杉奈緒子：レーシングライダー
- 谷佳知：元プロ野球選手
- 田村栄敏：プロボクサー
- 李健太：プロボクサー
- 福本豊：元プロ野球選手
- 藤井彰人：元プロ野球選手
- 松井稼頭央：元プロ野球選手
- 元山飛優：プロ野球選手
- 南渕時高：元プロ野球選手
- 元木由記雄：ラグビー日本代表選手
- 山田弘喜：元プロ野球選手
- 吉野正人：プロレスラー
- 藤春廣輝：プロサッカー選手（ガンバ大阪）
- 登里享平：プロサッカー選手（川崎フロンターレ）
- 多田修平：陸上競技選手（短距離走）
- 中村祐紀：陸上競技選手（中距離走・長距離走・マラソン）
- 中村友哉：陸上競技選手（中距離走・長距離走、祐紀の実弟）
- 高橋陽大：ラグビー選手
- 市川敬太：ラグビー選手
- 山村勝悟：ラグビー選手
- 江良颯：ラグビー選手
- 山本篤志：ラグビーレフリー
- 石野貴之：ボートレーサー

### その他
- 大倉忠司：鳥貴族創業者。長男はSUPER EIGHTの大倉忠義。
- 井山裕太：囲碁棋士。名誉市民[11]。
- 山本真也：将棋棋士
- スージー鈴木：野球評論家
- 増田晶文：作家
- 小籔良隆：コヤブボード開発者
- 秦充洋：ケアネット共同創業者
- 宮島義嗣：OKK社長
- 山形和行：元ANA機長
- 山下光洋：ライター
- 竹之下裕之：TSグループ創業者
- 横尾誠：新聞記者、政治活動家

## ゆかりのある人物
- 司馬遼太郎：小説家。大阪市出身で1996年に亡くなるまで東大阪市に住んでいた。名誉市民。
- 中山千夏：女優・声優・タレント。熊本県出身で4歳から小学5年まで東大阪市（旧布施市域）に家族とともに住んでいた。
- 平井堅：歌手。2歳まで東大阪市に住んだ後、三重県名張市に移り住む。

## 東大阪市を舞台にした作品

### テレビドラマ
- スクール☆ウォーズ（1984年、TBSテレビ）※主な舞台は神奈川県。終盤に花園ラグビー場が登場する。
- 桜2号（2006年、朝日放送）
- オトンの宝物（2007年、NHK大阪放送局）※主な舞台は京都府京丹後市
- 花園オールドボーイ（2014年、NHK大阪放送局）
- 不惑のスクラム（2018年、NHK大阪放送局）花園ラグビー場が登場する。
- 贋作 男はつらいよ（2020年、NHK総合）
- 舞いあがれ!（2022年、NHK大阪放送局）

### 映画
- ナノハナ（2007年）：地元の子どもたちと大学生が市内を歩くドキュメンタリー映画。2007年、東大阪青年会議所の設立50年を記念して制作された。監督は金秀吉。
- 市子（2023年）

### 小説
- 白夜行（東野圭吾）：ドラマ版（2006年、TBSテレビ）では地域設定を明確にしていないが、小説版では近鉄布施駅などが登場する。
- 星のしるし（柴崎友香）：石切剣箭神社とその参道が登場する。